# Wiesentalbahn
La Wiesentalbahn est une ligne de chemin de fer qui relie la ville de Bâle en Suisse à la ville de Zell im Wiesental en Allemagne.